# St. Paul (Oregon)
St. Paul és una població dels Estats Units a l'estat d'Oregon. Segons el cens del 2000 tenia 354 habitants.

## Demografia
Segons el cens del 2000, St. Paul tenia 354 habitants, 123 habitatges, i 90 famílies. La densitat de població era de 471,3 habitants per km².
Dels 123 habitatges en un 34,1% hi vivien nens de menys de 18 anys, en un 54,5% hi vivien parelles casades, en un 8,9% dones solteres, i en un 26,8% no eren unitats familiars. En el 19,5% dels habitatges hi vivien persones soles el 10,6% de les quals corresponia a persones de 65 anys o més que vivien soles. El nombre mitjà de persones vivint en cada habitatge era de 2,88 i el nombre mitjà de persones que vivien en cada família era de 3,34.
Per edats la població es repartia de la següent manera: un 30,5% tenia menys de 18 anys, un 7,9% entre 18 i 24, un 25,4% entre 25 i 44, un 22% de 45 a 60 i un 14,1% 65 anys o més.
L'edat mediana era de 33 anys. Per cada 100 dones de 18 o més anys hi havia 106,7 homes.
La renda mediana per habitatge era de 43.750$ i la renda mediana per família de 55.000$. Els homes tenien una renda mediana de 39.583$ mentre que les dones 25.357$. La renda per capita de la població era de 19.144$. Aproximadament el 3,8% de les famílies i l'11,3% de la població estaven per davall del llindar de pobresa.

## Poblacions més properes
El següent diagrama mostra les poblacions més properes.